# Susatal
Das Susatal (italienisch Val di Susa) ist ein Tal in der norditalienischen Region Piemont und gehört administrativ zur Metropolitanstadt Turin. Es ist im Nordosten von den Grajischen Alpen und im Südwesten von den Cottischen Alpen umgeben. Es grenzt an Frankreich.
Durch das in West-Ost-Richtung verlaufende Tal führt die Fernstraße SS 25 von Turin nach Frankreich. Bei der namensgebenden Stadt Susa zweigt nach Norden die steile Passstraße zum Col du Mont Cenis (2083 m) und in die obere Maurienne ab. Vom obersten Teil des Susatals führt die SS 24 über den Col de Montgenèvre (1854 m) nach Briançon.

## Geografie

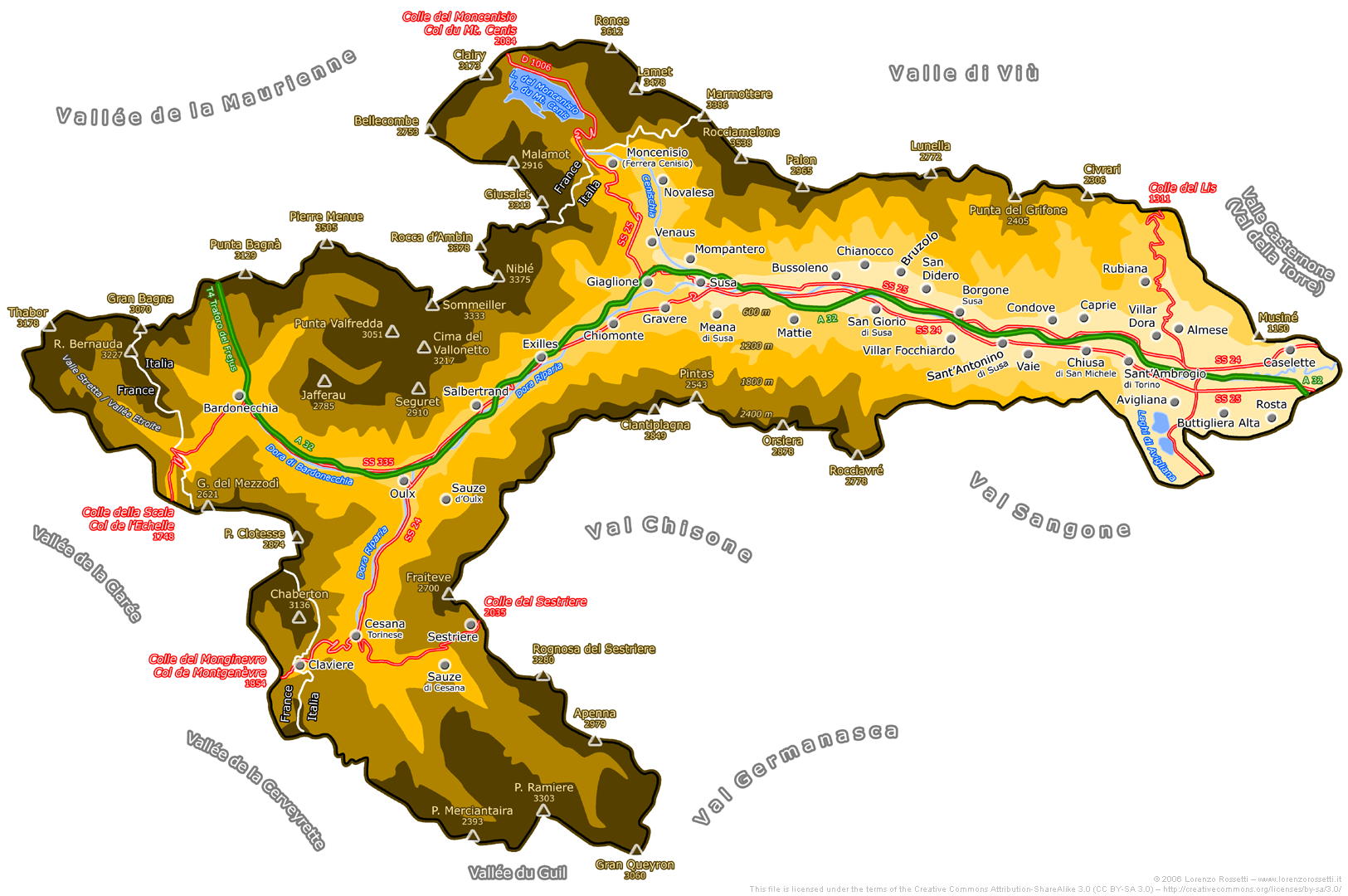
Karte

Das Tal erstreckt sich über etwa 90 Kilometer (Luftlinie 75 km) in westöstlicher Richtung und wird beidseits von mehreren Dreitausendern flankiert. Seinen Namen hat es von der Stadt Susa, die am westlichen Rand des unteren Susatales liegt. Durch das Tal fließt die Dora Riparia, die in Turin in den Po mündet.
Das Susatal weist mit 3000 Meter Höhenunterschied auf sieben Kilometern zwischen Susa und dem Rocciamelone extreme Reliefunterschiede auf. Hier windet sich die Passstraße hinauf zum Col du Mont Cenis (2083 m) und nach Frankreich. Im Oberlauf gabelt sich das Tal nordwestlich zum hochalpinen Talschluss von Bardonecchia und südwestlich nach Cesana Torinese bzw. zum Grenzpass Col de Montgenèvre (1854 m). In Cesana zweigt südlich der Übergang nach Sestriere und ins Val Chisone ab.

## Gemeinden
Bis zum Jahr 2009 gehörten die Gemeinden im Tal zwei unterschiedlichen Berggebietsgemeinschaften an, der
- Comunità Montana Alta Valle di Susa (Oberes Susatal, größte Orte: Bardonecchia, Oulx, Cesana Torinese, Salbertrand und Sestriere)
- Comunità Montana Bassa Valle di Susa e Val Cenischia (Unteres Susatal und Cenischia-Tal, größte Orte: Susa, Bussoleno und Avigliana).

Die Grenze zwischen oberem und unterem Susatal entsprach dabei in etwa jener Grenze, die bis 1713 beim Frieden von Utrecht zwischen dem französischen (oberen) und dem savoyischen (unteren) Talbereich bestand (ab 1720 Königreich Sardinien-Piemont).
Im Jahr 2009 ist im Rahmen einer Berggebietsreform im Piemont die Zusammenlegung von mehreren Comunità montana wirksam geworden. Die Comunità Montana Bassa Valle di Susa e Val Cenischia wurde mit der Comunità Montana Alta Valle di Susa und der Comunità Montana Val Sangone zur neuen Comunità Montana Valle Susa e Val Sangone zusammengefasst. Deren Sitz ist in Bussoleno.

## Geschichte
Das Val di Susa, von Ostrom im Kampf gegen die Ostgoten erobert, fiel erst etwa zwei Jahrzehnte nach Beginn der Eroberung Italiens durch die Langobarden (568) an die Invasoren.
Colombano Romean, ein Steinmetz aus Ramats im oberen Tal, baute von 1526 bis 1533 ein hydraulisches Meisterwerk, das es gestattete, die sonnigen aber trockenen Abhänge von Exilles und Chiomonte mit Wasser zu versorgen. Ein etwa 500 m langer Stollen erfüllt diese Funktion bis heute.

## Schutzgebiete
Im Susatal gibt es fünf Naturschutzgebiete:
- Parco naturale Orsiera - Rocciavrè.

Der knapp 11.000 ha große Naturpark, der sich auch auf Teile der Nachbartäler Val Chisone und Val Sangone erstreckt, wurde 1980 eingerichtet und nach den charakteristischen Gipfeln Monte Rocciavrè (2778 m) und Monte Orsiera (2890 m) benannt. In dem fast unbesiedelten Park, der ein hervorragendes Wandergebiet darstellt, befinden sich am rechten orografischen Hang des unteren Susatales die Certosa di Montebenedetto und die Certosa di Banda.
- Parco naturale del Gran Bosco di Salbertrand.

Das rund 4000 ha große, zwischen 1.000 und 2.600 m Meereshöhe gelegene Schutzgebiet im oberen Susatal wurde 1980 eingerichtet und umfasst große Waldbestände, überwiegend Fichten- und Tannenwälder. Auf dem Hochplateau zwischen dem Val di Susa und dem Val Chisone erinnert ein Denkmal an der Testa dell’Assietta (2565 m) an die gleichnamige Schlacht, bei der im Jahre 1747 während des Österreichischen Erbfolgekrieges zahlenmäßig stark unterlegene Savoyer angreifende Franzosen zurückschlugen. An diesem Denkmal vorbei führte die 19. Etappe des Giro d’Italia 2005.
- Parco Naturale dei laghi di Avigliana
- Riserva dell'Orrido di Foresto.

Das circa 180 ha große Schutzgebiet wurde 1998 eingerichtet und umfasst die canyonartige Schlucht, die der Rio Rocciamelone, der auf lediglich sieben Kilometern die 3000 Meter Höhenunterschied vom Quellgebiet am gleichnamigen Gipfel bis in das Tal bewältigt, eingegraben hat. In der engen Schlucht herrscht ein mediterranes Mikroklima, so dass für die Region seltene Pflanzen dort gedeihen können.
- Riserva dell’Orrido di Chianocco.

Nur circa 27 ha groß und bereits 1980 eingerichtet, umfasst dies Schutzgebiet eine etwas kleinere Schlucht, die der Rio Prebèc erodiert hat.

## Tourismus

### Wanderwege

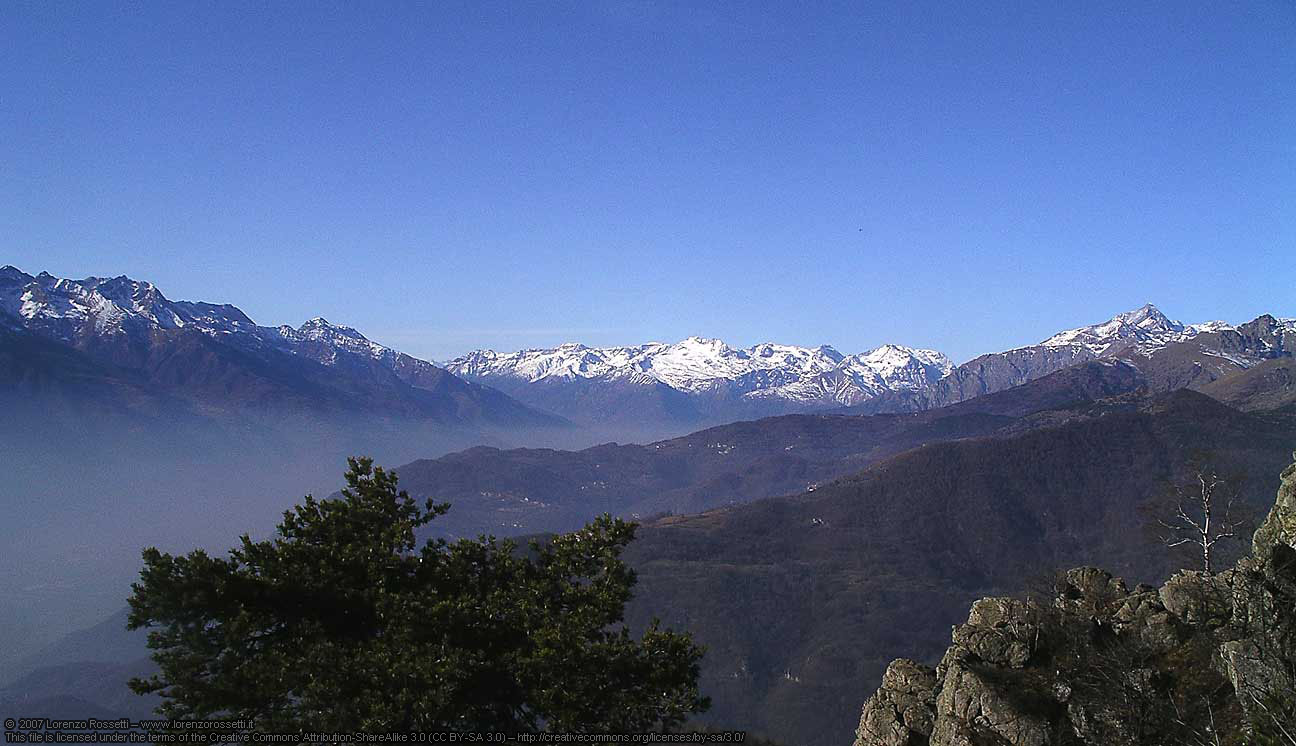
Das Susatal

- Der hochalpine Weitwanderweg Alta Via Val di Susa führt in circa neun Tagen von Bardonecchia im Alta Valle Susa zum Colle del Lys im Bassa Valle di Susa.
- Sechs Etappen des neuen grenzüberschreitenden Weitwanderweges Via Alpina führen, vom nördlichen Nachbartal Valle di Viù kommend, durch das Susatal (Etappen D32 bis D37). In südöstlicher Richtung weitergehend, gelangt man in das Val Chisone.
- Der die piemontesischen Alpen durchquerende Weitwanderweg Grande Traversata delle Alpi (GTA) kreuzt das Susatal.

### Sehenswürdigkeiten
Die Kapelle auf dem 3538 m s.l.m. hohen Gipfel Rocciamelone etwas nordöstlich von Susa ist der höchste Wallfahrtsort der Alpen. Die jährliche Wallfahrt zur Madonna della Neve findet am 5. August statt.
Durch das Susatal führten im Mittelalter wichtige Pilgerrouten, von denen die Strecke über den Mont-Cenis-Pass (italienisch: Colle del Moncenisio, französisch: Col du Mont-Cenis), einer der am stärksten frequentierten Übergänge der Westalpen, auch als Via Francigena (oder Via Romea) bezeichnet wird. Sie diente Pilgern aus Santiago de Compostela, Südfrankreich oder auch aus Nordeuropa auf ihrem Weg nach Rom, weswegen eine Vielzahl von Klöstern und Hospizen errichtet wurde – was dem Tal den Beinamen „Tal der Klöster“ eintrug.
Als Hauptsehenswürdigkeit gilt das Kloster Sacra di San Michele auf dem Gipfel des Berges Pirchiriano, daneben Sant’Antonio di Ranverso und die im Jahr 726 gegründete Abbazia di Novalesa.

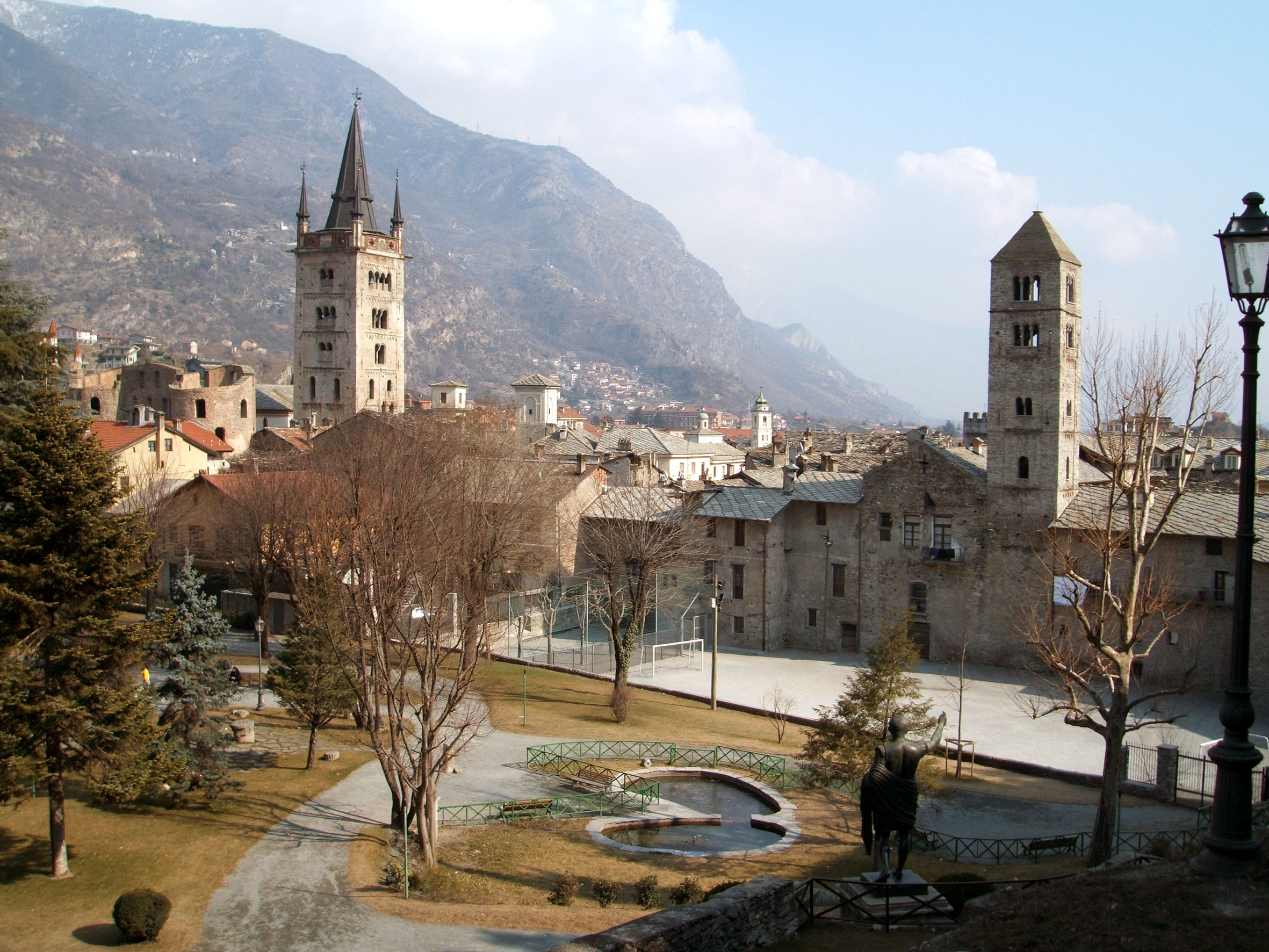
Susa
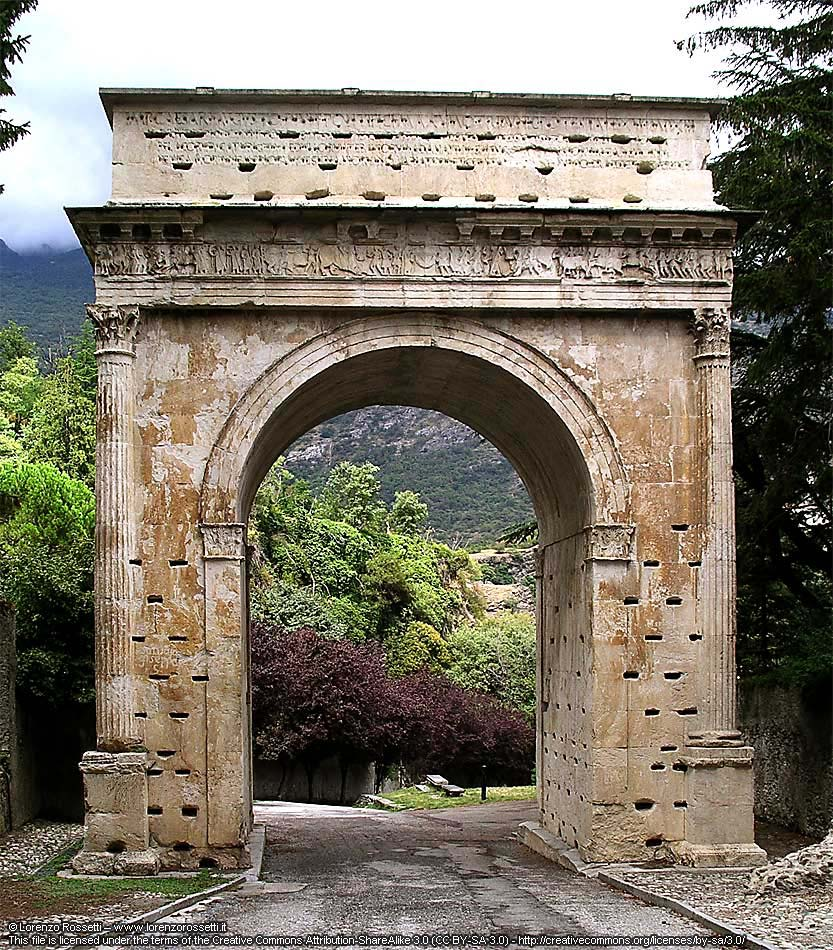
Augustusbogen in Susa
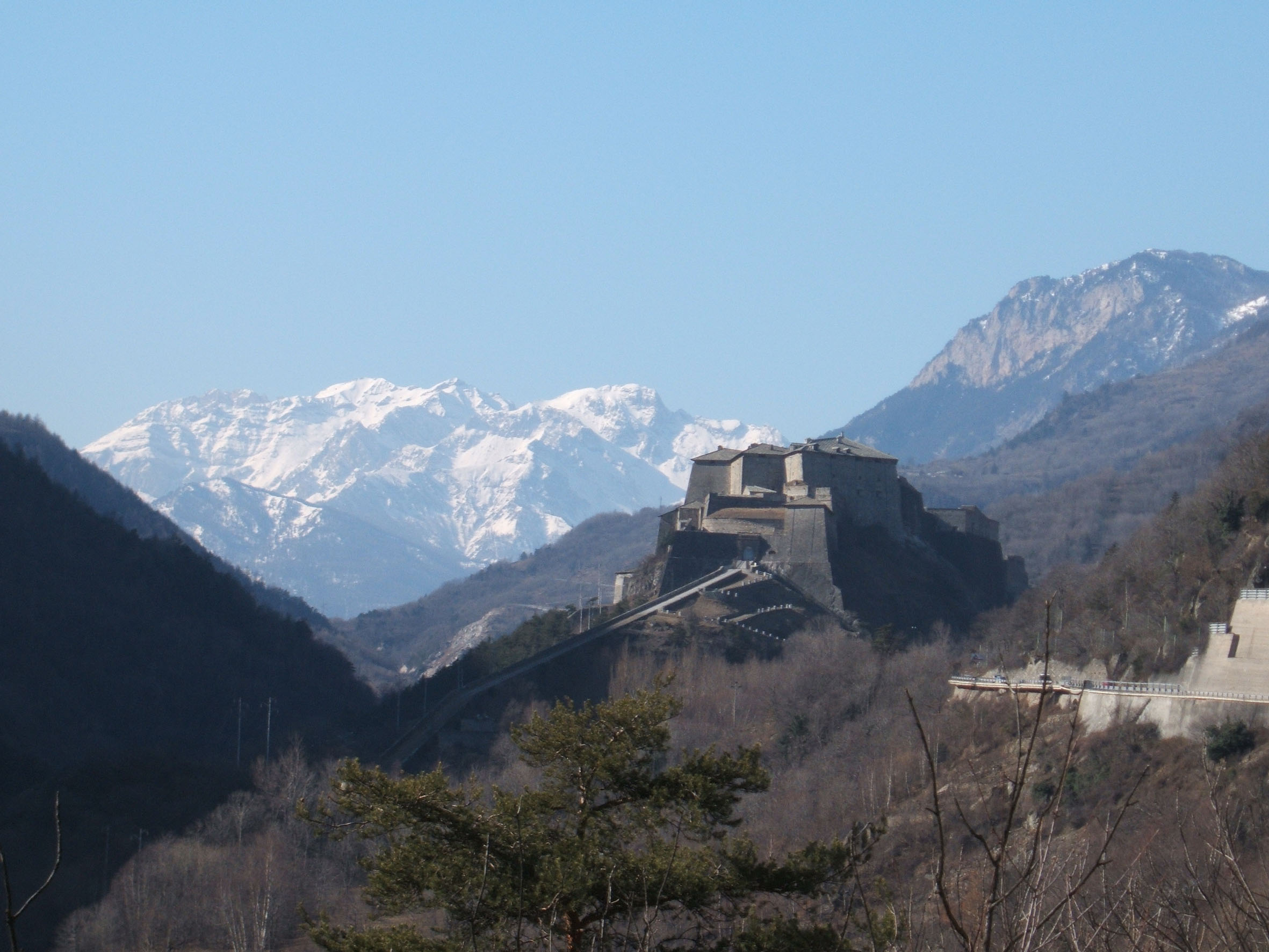
Forte di Exilles
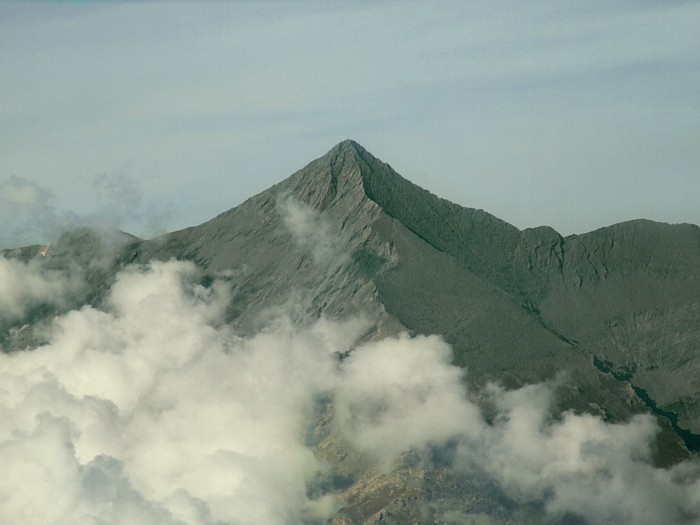
Rocciamelone
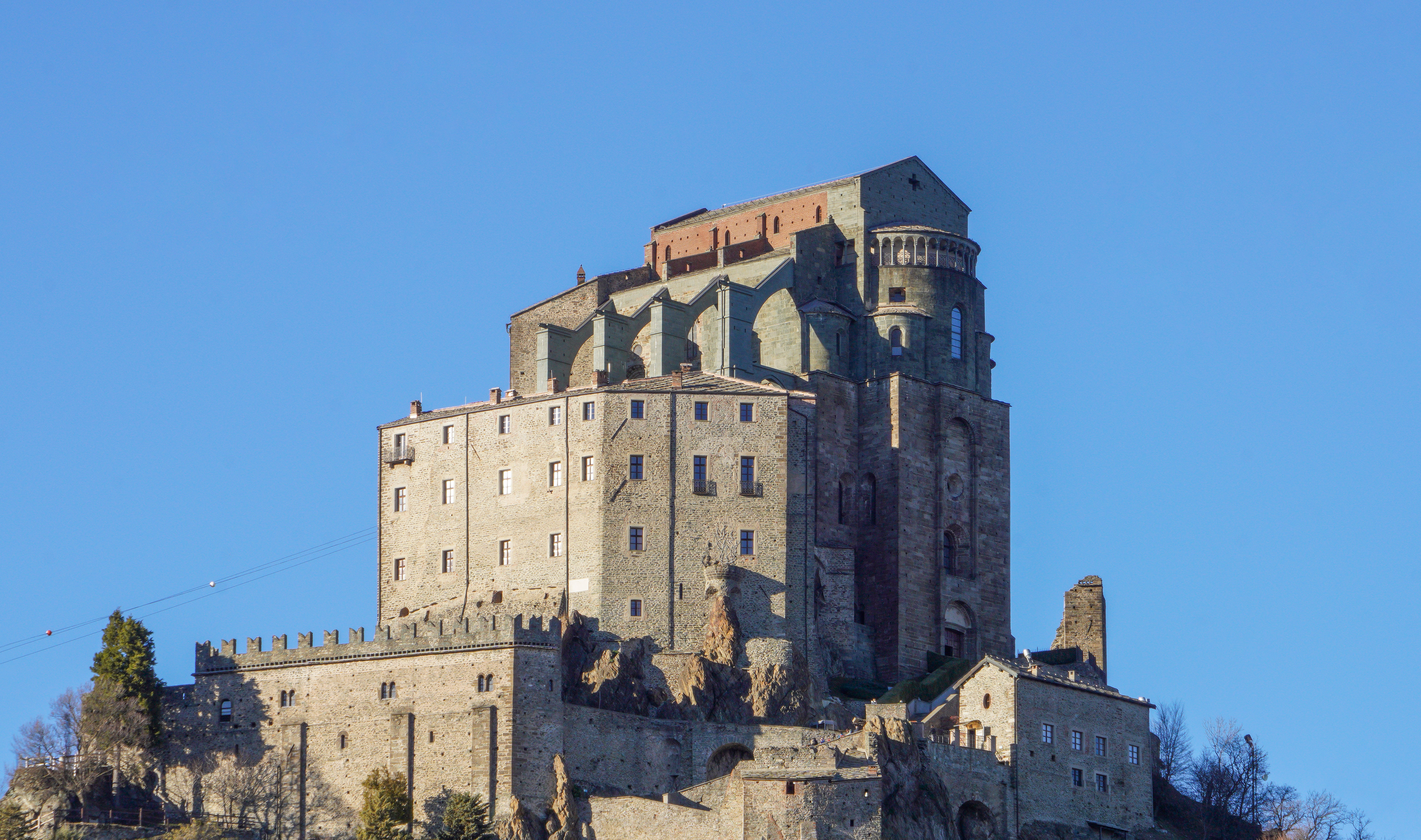
Sacra di San Michele
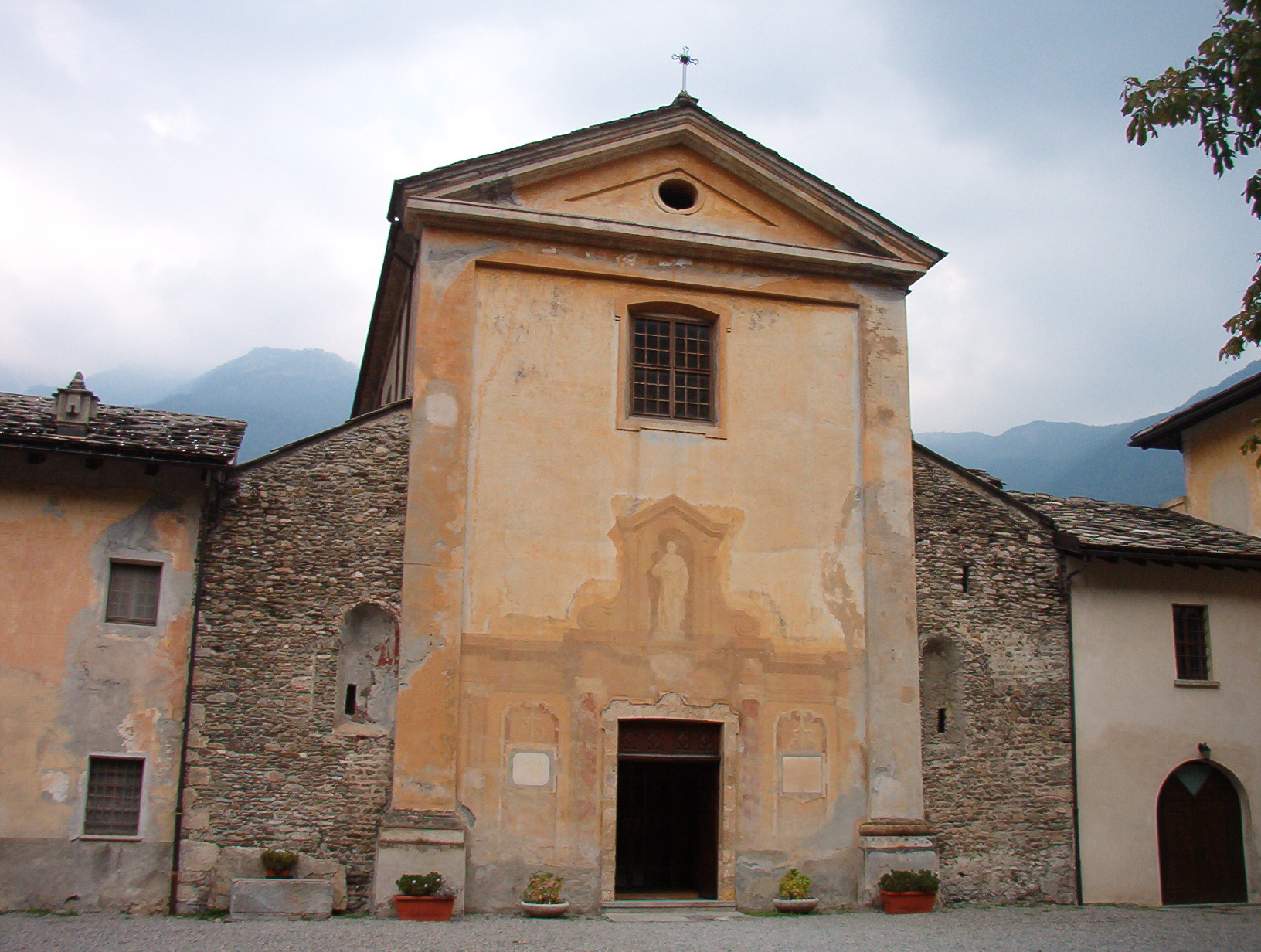
Abbazia Novalesa
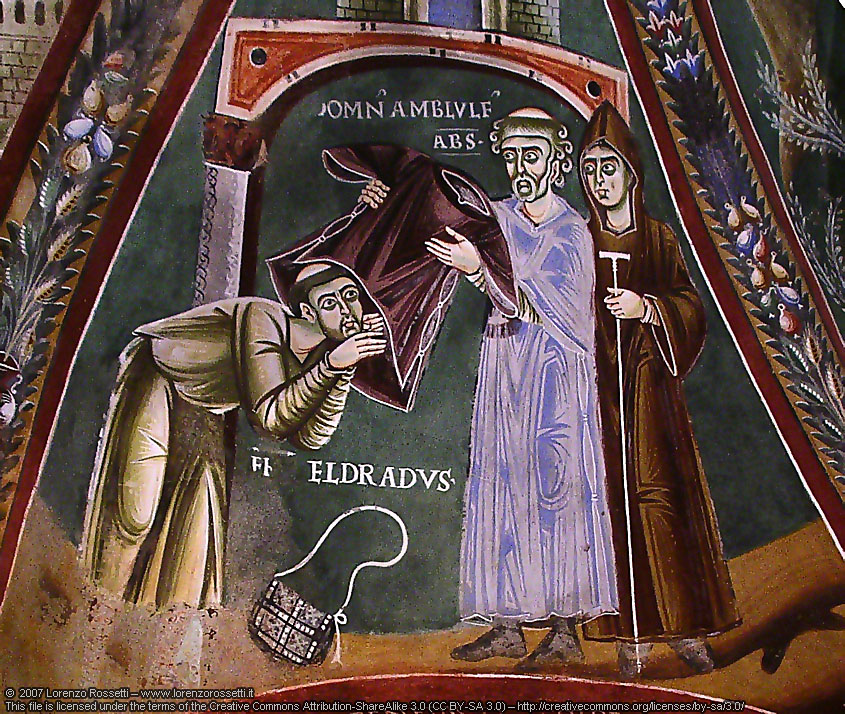
Fresken der Abbazia Novalesa
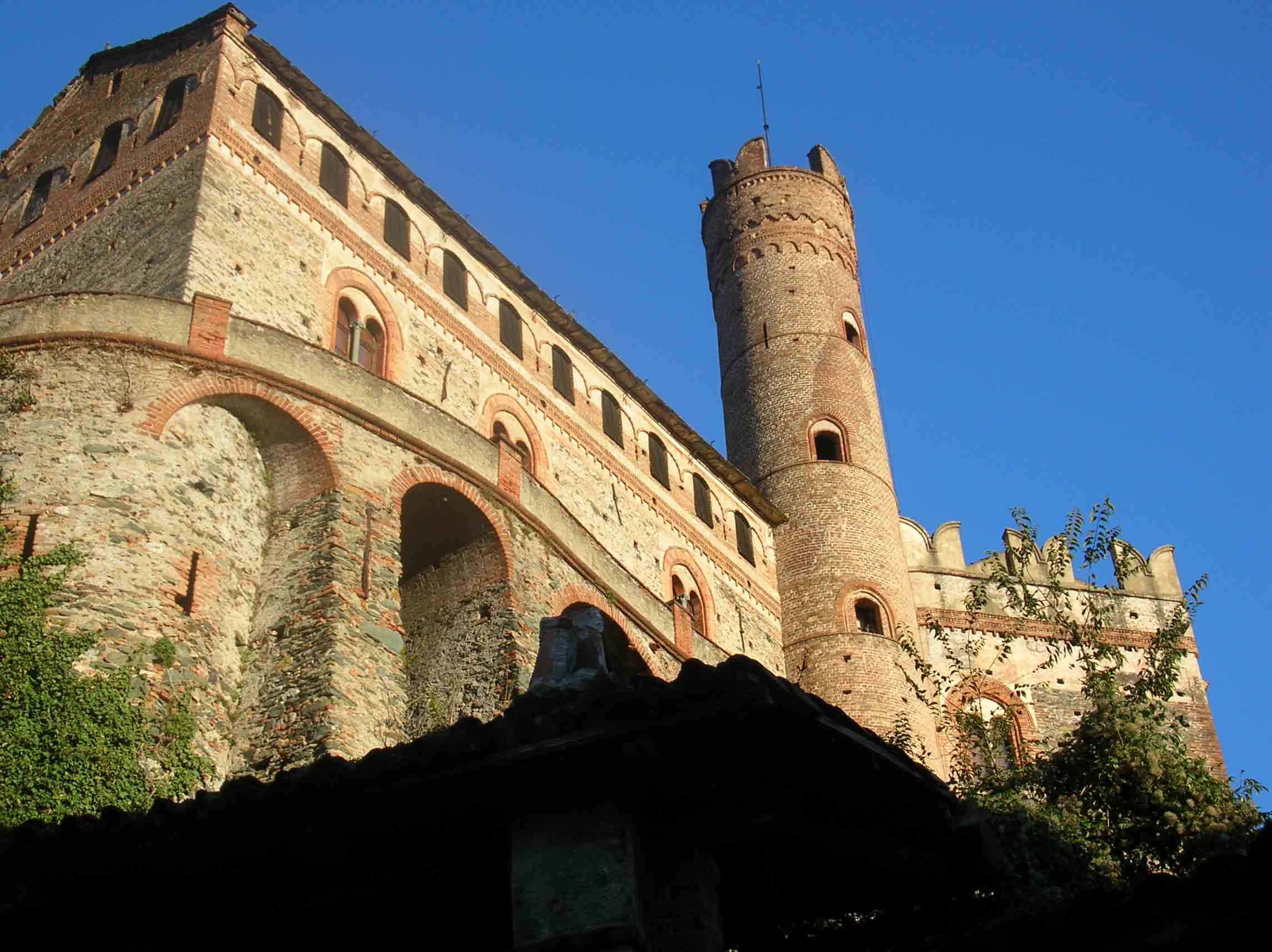
Castel in Villar Dora

## Verkehr

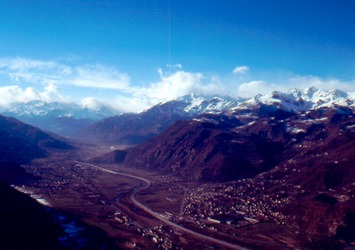
Das Susatal, fotografiert von der Sacra di San Michele aus

Durch das Tal führt die Autobahn A32 von Turin nach Grenoble. Über den Mont-Cenis-Pass kann man das Tal von Susa nach Norden verlassen, der Fréjus-Straßentunnel führt von Bardonecchia aus zum westlich angrenzenden Frankreich. Eine Eisenbahnlinie führt von Turin durch das Susatal und den Fréjus-Tunnel ins französische Chambéry.
Seit etwa 1989 ist der Bau einer Trasse für einen Hochgeschwindigkeitszug (italienisch Treno ad Alta Velocità, kurz TAV) durch das Susatal in Planung. Die Schnellzugverbindung durch den Mont-Cenis-Basistunnel soll Turin mit Lyon verbinden. Im Sommer 2001 einigte sich die französische mit der italienischen Regierung auf dieses Projekt. Die Planung sieht eine 15-jährige Bauzeit und Kosten in der Höhe von 20 Milliarden Euro vor. Für die Verbindung ist der Bau zweier Tunnel erforderlich: Der östlich gelegene Tunnel von Bruzolo nach Venaus streckt sich über eine Länge von 12 km, der westlich gelegene Tunnel von Venaus nach Saint-Jean-de-Maurienne misst 53 km. Die Projekte sind in Norditalien sehr umstritten. Im Jahr 2005, als Probebohrungen für das Projekt im Susatal begannen, fanden im Tal mehrere Demonstrationen mit 30.000–70.000 Teilnehmern gegen das Bauprojekt statt. Im Rahmen dieser Protestaktionen wurde das Susatal samt der Autobahn zeitweise blockiert und war von der Außenwelt abgeschnitten.